# Somogyi Tamás (orvos)
Somogyi Tamás (Budapest, 1925. április 17. – 2020. szeptember) magyar orvos, bőrgyógyász, filatelista. 1990 és 1994 között a Magyar Demokrata Fórum országgyűlési képviselője.

## Életpályája
Apja Somogyi Gyula író, újságíró, anyja Karger Irma volt. 1931-ig Berlinben élt, ahol apja sajtóattasé, majd tudósító volt. 1943-44-ben a debreceni Tisza István Tudományegyetemen, majd 1944 és 1951 között a Pázmány Péter Tudományegyetem illetve a Budapesti Orvostudományi Egyetem Orvosi Karán tanult és szerzett diplomát.
1951 és 1954 között az István Kórház alorvosa, 1954 és 1957 között a BOTE Bőrklinikáján tanársegéd, 1957 és 1965 között a Heim Pál Gyermekkórház alorvosa volt. 1965-ben a szentendrei Bőr- és Nemibeteggondozó Intézet vezetőjeként, 1965 és 1968 között a VI. kerületi Bőr- és Nemibeteggondozó szakorvosaként, 1968 és 1973 között a Központi Gondozóintézet – Bőrklinika munkatársaként dolgozott. 1973 és 1990 között a Kállai Éva Kórház I. sz. bőrgyógyászati osztályának a vezető főorvosa volt. Közben, 1966  és 1973 között a MÁV Kórház, 1973 és 1990 között a MÚOSZ betegbiztosító bőrgyógyászaként is tevékenykedett.
A Magyar Bélyeggyűjtők Országos Szövetségének (MABÉOSZ) és a Magyar Filatélia Tudományos Társaság tagja.1991 és 1994 között a MABÉOSZ alelnöke, 1992-től tíz éven át a Bélyegvilág (Filatéliai Szemle) felelős szerkesztője, majd tiszteletbeli főszerkesztője volt
1988-ban lépett be a Magyar Demokrata Fórumba. 1990-ben az MDF színeiben egyéni képviselőként került az országgyűlésbe (Budapest 10. vk.), ahol 1994-ig tevékenykedett.

## Művei
- Pszichoszomatikus dermatológia (1987)